# USA's Grand Prix 2014
USA's Grand Prix 2014 (officielle navn: 2014 Formula 1 United States Grand Prix) var et Formel 1-løb som blev arrangeret 2. november 2014 på Circuit of the Americas i Austin, Texas. Det var den syttende runde af Formel 1-sæsonen 2014 og 42. gang at USA's Grand Prix blev arrangeret. Løbet blev vundet af Lewis Hamilton i Mercedes, med hans teamkollega Nico Rosberg på andenpladsrn, mens Red Bulls Daniel Ricciardo tog tredjepladsen.

## Resultater

### Kvalifikation
| Pos.               | Nr. | Kører             | Konstruktør          | Del 1    | Del 2    | Del 3    | Grid |
| ------------------ | --- | ----------------- | -------------------- | -------- | -------- | -------- | ---- |
| 1                  | 6   | Nico Rosberg      | Mercedes             | 1.38,303 | 1.36,290 | 1.36,067 | 1    |
| 2                  | 44  | Lewis Hamilton    | Mercedes             | 1.37,196 | 1.37,287 | 1.36,443 | 2    |
| 3                  | 77  | Valtteri Bottas   | Williams-Mercedes    | 1.38,249 | 1.37,499 | 1.36,906 | 3    |
| 4                  | 19  | Felipe Massa      | Williams-Mercedes    | 1.37,877 | 1.37,347 | 1.37,205 | 4    |
| 5                  | 3   | Daniel Ricciardo  | Red Bull-Renault     | 1.38,814 | 1.37,873 | 1.37,244 | 5    |
| 6                  | 14  | Fernando Alonso   | Ferrari              | 1.38,349 | 1.38,010 | 1.37,610 | 6    |
| 7                  | 22  | Jenson Button1    | McLaren-Mercedes     | 1.38,574 | 1.38,024 | 1.37,655 | 121  |
| 8                  | 20  | Kevin Magnussen   | McLaren-Mercedes     | 1.38,557 | 1.38,047 | 1.37,706 | 7    |
| 9                  | 7   | Kimi Räikkönen    | Ferrari              | 1.38,669 | 1.38,263 | 1.37,804 | 8    |
| 10                 | 99  | Adrian Sutil      | Sauber-Ferrari       | 1.38,855 | 1.38,378 | 1.38,810 | 9    |
| 11                 | 13  | Pastor Maldonado  | Lotus-Renault        | 1.38,608 | 1.38,467 |          | 10   |
| 12                 | 11  | Sergio Pérez      | Force India-Mercedes | 1.39,200 | 1.38,554 |          | 11   |
| 13                 | 27  | Nico Hülkenberg   | Force India-Mercedes | 1.38,931 | 1.38,598 |          | 13   |
| 14                 | 26  | Daniil Kvjat2     | Toro Rosso-Renault   | 1.38,936 | 1.38,699 |          | 172  |
| 15                 | 25  | Jean-Éric Vergne  | Toro Rosso-Renault   | 1.39,250 |          |          | 14   |
| 16                 | 21  | Esteban Gutiérrez | Sauber-Ferrari       | 1.39,555 |          |          | 15   |
| 17                 | 1   | Sebastian Vettel3 | Red Bull-Renault     | 1.39,621 |          |          | PL3  |
| 18                 | 8   | Romain Grosjean   | Lotus-Renault        | 1.39,679 |          |          | 16   |
| 107%-tid: 1.43,997 |     |                   |                      |          |          |          |      |
| Kilde:             |     |                   |                      |          |          |          |      |

### Løbet
| Pos.   | Nr. | Kører             | Konstruktør          | Omgange | Tid/Udgået  | Startpos. | Point |
| ------ | --- | ----------------- | -------------------- | ------- | ----------- | --------- | ----- |
| 1      | 44  | Lewis Hamilton    | Mercedes             | 56      | 1.40.04,785 | 2         | 25    |
| 2      | 6   | Nico Rosberg      | Mercedes             | 56      | +4,314      | 1         | 18    |
| 3      | 3   | Daniel Ricciardo  | Red Bull-Renault     | 56      | +25,560     | 5         | 15    |
| 4      | 19  | Felipe Massa      | Williams-Mercedes    | 56      | +26,924     | 4         | 12    |
| 5      | 77  | Valtteri Bottas   | Williams-Mercedes    | 56      | +30,992     | 3         | 10    |
| 6      | 14  | Fernando Alonso   | Ferrari              | 56      | +1.35,231   | 6         | 8     |
| 7      | 1   | Sebastian Vettel3 | Red Bull-Renault     | 56      | +1.35,734   | PL3       | 6     |
| 8      | 20  | Kevin Magnussen   | McLaren-Mercedes     | 56      | +1.40,682   | 7         | 4     |
| 9      | 13  | Pastor Maldonado4 | Lotus-Renault        | 56      | +1.47,8704  | 10        | 2     |
| 10     | 25  | Jean-Éric Vergne5 | Toro Rosso-Renault   | 56      | +1.48,8635  | 14        | 1     |
| 11     | 8   | Romain Grosjean   | Lotus-Renault        | 55      | +1 omgang   | 16        |       |
| 12     | 22  | Jenson Button1    | McLaren-Mercedes     | 55      | +1 omgang   | 121       |       |
| 13     | 7   | Kimi Räikkönen    | Ferrari              | 55      | +1 omgang   | 8         |       |
| 14     | 21  | Esteban Gutiérrez | Sauber-Ferrari       | 55      | +1 omgang   | 15        |       |
| 15     | 26  | Daniil Kvjat2     | Toro Rosso-Renault   | 55      | +1 omgang   | 172       |       |
| Ret    | 27  | Nico Hülkenberg   | Force India-Mercedes | 16      | Motor       | 13        |       |
| Ret    | 11  | Sergio Pérez      | Force India-Mercedes | 1       | Kollision   | 11        |       |
| Ret    | 99  | Adrian Sutil      | Sauber-Ferrari       | 0       | Kollision   | 9         |       |
| Kilde: |     |                   |                      |         |             |           |       |

Noter til tabellerne:
- 1:  - Jenson Button fik en gridstraf på fem placeringer for at have foretaget en ikke-planlagt udskiftning af gearkasse før løbet.[4]
- 2:  - Daniil Kvjat fik en gridstraf på ti placeringer for at have udskiftet motor før løbet.[2]
- 3:  - Sebastian Vettel startet løbet fra pit lane efter at have udskiftet alle seks komponenter i sin motorenhed før løbet.[5]
- 4:  - Pastor Maldonado fik en tidsstraf på fem sekunder for at have kørt for hurtigt bag safety car. Straffen blev lagt til hans sluttid i løbet.[1]
- 5:  - Jean-Éric Vergne fik en tidsstraf på fem sekunder for at have kørt for hurtigt bag safety car.[1] Han blev senere pålagt yderligere en tidstraf på fem sekunder for at have presset Romain Grosjean af banen.[6] Strafene ble lagt til hans sluttid i Løbet.

## Stillingen i mesterskaberne efter løbet
| Nr. | +/- | Kører             | Point |
| --- | --- | ----------------- | ----- |
| 1   |     | Lewis Hamilton    | 316   |
| 2   |     | Nico Rosberg      | 292   |
| 3   |     | Daniel Ricciardo  | 214   |
| 4   |     | Valtteri Bottas   | 155   |
| 5   |     | Sebastian Vettel  | 149   |
| 6   |     | Fernando Alonso   | 149   |
| 7   |     | Jenson Button     | 94    |
| 8   | 1   | Felipe Massa      | 83    |
| 9   | 1   | Nico Hülkenberg   | 76    |
| 10  |     | Kevin Magnussen   | 53    |
| 11  |     | Sergio Pérez      | 47    |
| 12  |     | Kimi Räikkönen    | 47    |
| 13  |     | Jean-Éric Vergne  | 22    |
| 14  |     | Romain Grosjean   | 8     |
| 15  |     | Daniil Kvjat      | 8     |
| 16  | 3   | Pastor Maldonado  | 2     |
| 17  | 1   | Jules Bianchi     | 2     |
| 18  | 1   | Adrian Sutil      | 0     |
| 19  | 1   | Marcus Ericsson   | 0     |
| 20  |     | Esteban Gutiérrez | 0     |
| 21  |     | Max Chilton       | 0     |
| 22  |     | Kamui Kobayashi   | 0     |
| NC  | -   | André Lotterer    | 0     |

| Nr. | +/- | Konstruktør          | Point |
| --- | --- | -------------------- | ----- |
| 1   |     | Mercedes             | 608   |
| 2   |     | Red Bull-Renault     | 363   |
| 3   |     | Williams-Mercedes    | 238   |
| 4   |     | Ferrari              | 196   |
| 5   |     | McLaren-Mercedes     | 147   |
| 6   |     | Force India-Mercedes | 123   |
| 7   |     | Toro Rosso-Renault   | 30    |
| 8   |     | Lotus-Renault        | 10    |
| 9   |     | Marussia-Ferrari     | 2     |
| 10  |     | Sauber-Ferrari       | 0     |
| 11  |     | Caterham-Renault     | 0     |